# Emeronitti

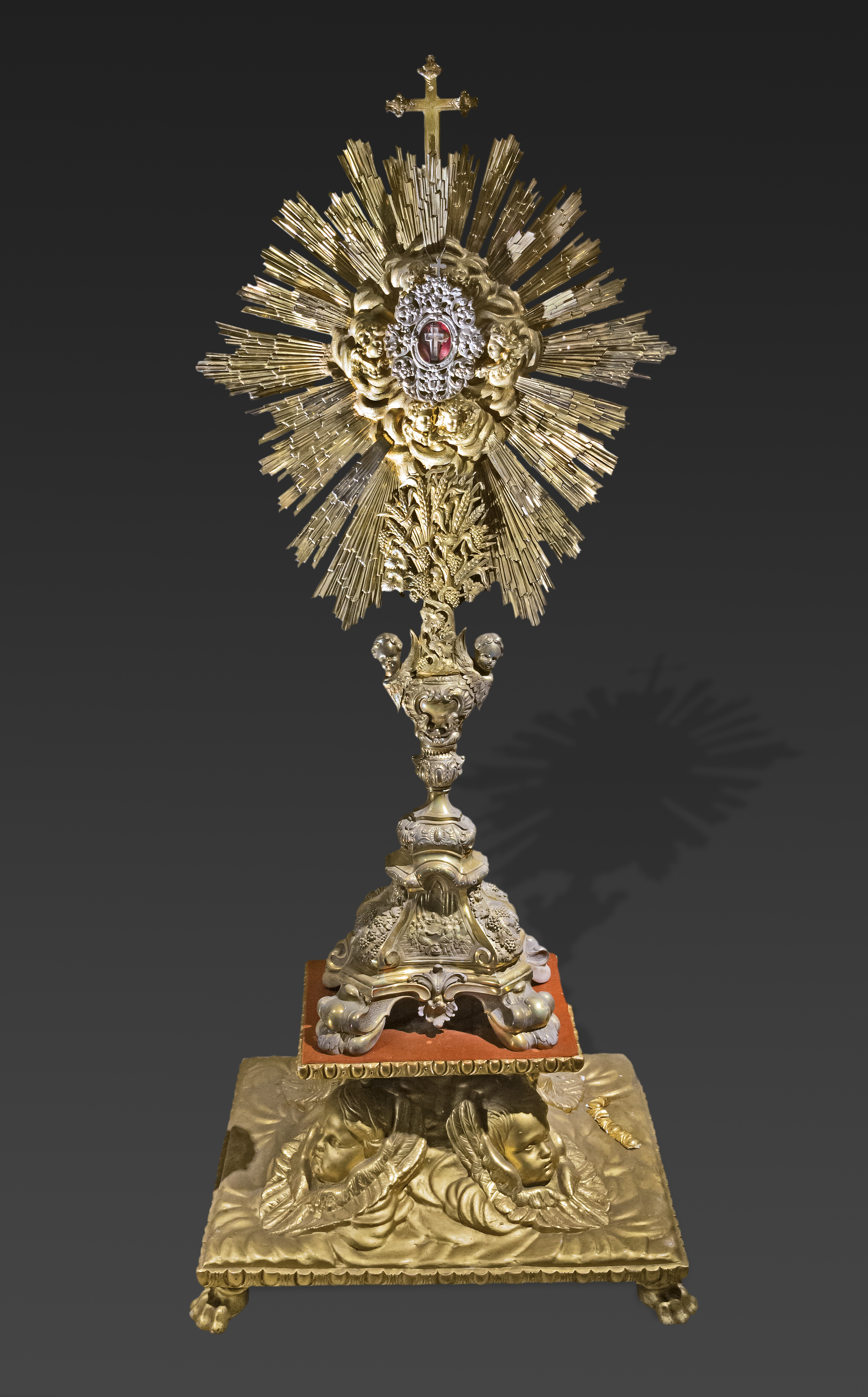
Ostensorio

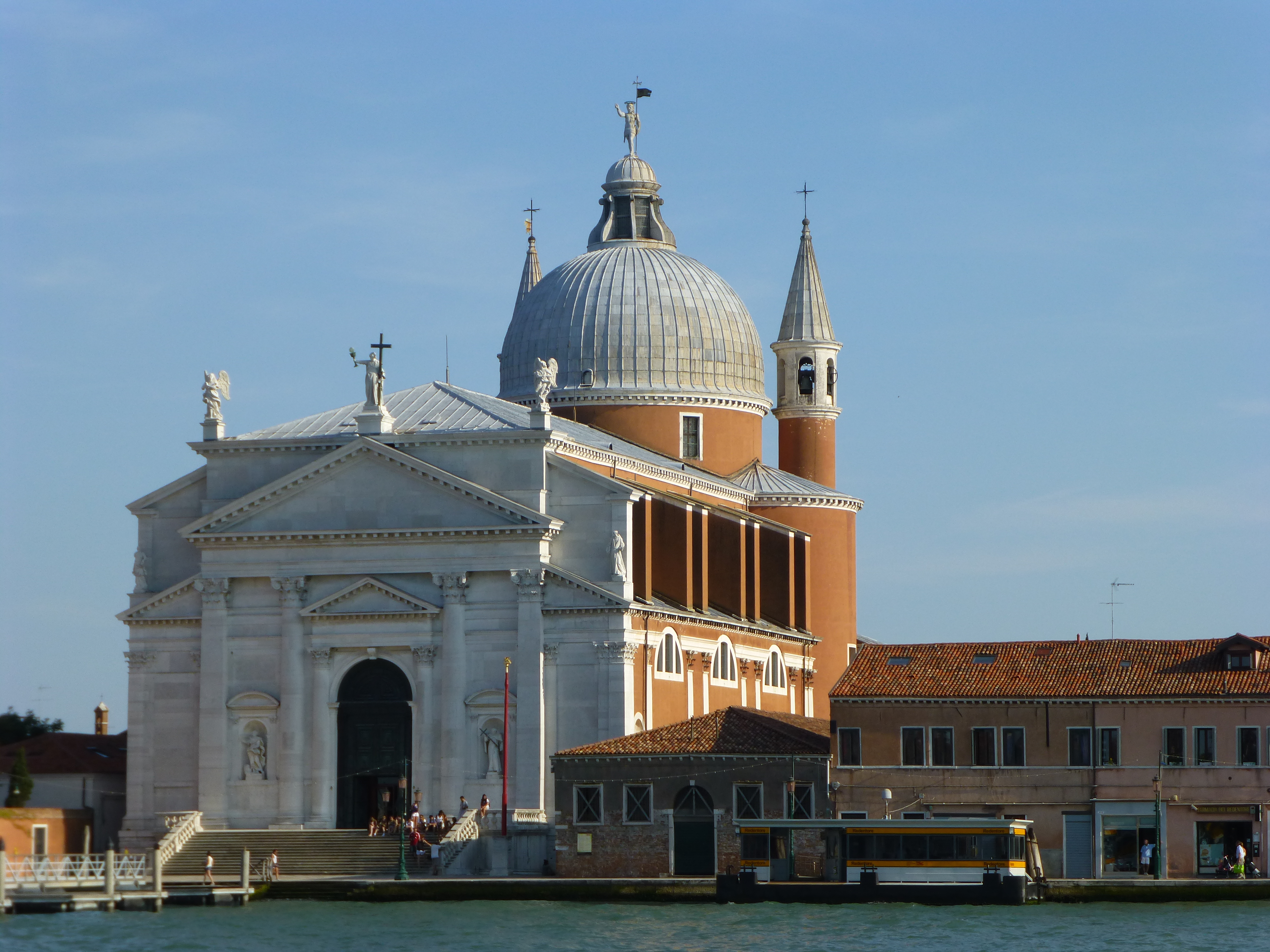
La chiesa del Redentore

La Compagnia degli Emeronitti o Compagnia delle Quarantore è un'associazione laicale cristiana istituita nel 1584 da un gruppo di laici veneziani, residenti nell'isola della Giudecca. Derivano il loro nome dalle due parole greche hemera (giorno) e nyktos (notte), poiché, da allora, in appuntamenti stabiliti sono soliti alternarsi davanti al Santissimo Sacramento in adorazione per quaranta ore ininterrottamente (giorno e notte).
Tale pia opera dell'adorazione eucaristica nella forma delle Quarantore continua presso il tempio votivo del SS. Redentore, nella domenica di Sessagesima, in pieno carnevale, (attualmente è la seconda domenica prima del Mercoledì delle Ceneri) in riparazione dei peccati e delle offese fatte a Dio durante il carnevale di Venezia.
L'inizio di tale pratica è databile alla domenica 5 febbraio 1584, allorché "con molti Fratelli Religiosi e secolari con grandissima consolazione di tutti si diede principio" alle Quarantore. Tra le persone che in quei giorni vistarono la cappellina e adorarono "Gesù Sacramentato" vi furono anche il legato apostolico e il patriarca di Venezia Giovanni Trevisan, che «ne sentirono consolazione e chiamate a sé queste persone e mostrando contentezza grande gli benedissero e con affettuose parole li persuasero a perseverare in devozione così esemplare».

## La Mariegola o Regola Madre
Nel 1589 questi devoti scrissero la regola che era alla base della nascente Compagnia: la Regola Madre o Mariegola, nella quale venivano disciplinati i requisiti dei confratelli (dovevano essere cristiani, adulti e giudecchini), il numero degli stessi (inizialmente solo 14 ordinari, dal diciannovesimo secolo anche 6 sovrannumerari; dal 2009 verrà cancellato il limite di 6 confratelli sovranumerari), gli organi della Compagnia (un priore, un segretario, un sacrista e altre figure nel tempo superate, quale l'infermiere, il cerimoniere, il dispensiere, il cancelliere, il cassiere), le regole da seguire per convocare il Capitolo elettivo per il rinnovo delle cariche e per la loro elezione, la durata delle cariche. La Mariegola, tuttora in vigore, sebbene modificata varie volte (l'ultima nel 2009), stabiliva che la Compagnia dovesse avere una guida spirituale, inizialmente individuata nei parroci delle parrocchie limitrofe (Sant'Eufemia, San Trovaso, San Basegio), successivamente da un padre cappuccino (attualmente padre Gabrielangelo Caramore).
Lo scopo principale di un emeronitta è quello di pregare Dio «per amore e gloria della Sua Divina Maestà e per la salute dell'anima sua, della Compagnia e del prossimo».
Secondo la regola, fino agli anni quaranta del XX secolo, la Compagnia era composta quasi interamente da confratelli residenti nell'isola della Giudecca, i quali si tramandavano di padre in figlio l'appartenenza alla stessa. Dopo la seconda guerra mondiale, lo spopolamento dell'Isola e la diminuita adesione alla pia pratica ha suggerito di accettare anche veneziani non giudecchini, lidensi o altri provenienti dalla terraferma.
La Mariegola stabilisce il saluto che i confratelli devono scambiarsi: «Santa Pace» o «Santa Perseveranza».

## I confratelli fuori patria
Dal 1998, la conoscenza della Compagnia si è diffusa a Roma e in particolare nella parrocchia di San Felice da Cantalice), affidata alla provincia romana dei Frati Minori Cappuccini e ciò grazie alla buona opera svolta dal compianto mons. Giuseppe Conte, già confratello, e dall'acume del parroco Padre Gianfranco Palmisani.
Il gruppo di adoratori dell'eucaristia romani sono stati inseriti come confratelli soprannumerari dal 2009, previa modifica della Mariegola (nelle fasi finali della approvazione). La modifica si rendeva necessaria per consentire ai “fuori patria” di far parte della Compagnia (bisogna tener conto che nel 1584 erano fuori patria tutti i non residenti nella Repubblica di Venezia).
A costoro non è, comunque, consentito di accedere a talune cariche e il diritto di voto rimane limitato.

## Gli appuntamenti
Gli emeronitti si riuniscono nella domenica di sessagesima per le Quarantore di adorazione eucaristica a Venezia, presso il convento dei padri cappuccini del SS. Redentore; in autunno, per le Quarantore di adorazione presso il convento dedicato a san Crispino dei padri cappuccini ad Orvieto (negli anni dal 2004 al 2008) o nella basilica dei Santi Cosma e Damiano di Roma (nel 2009); per l'adorazione eucaristica mensile (ogni seconda domenica del mese) a Venezia (presso la chiesetta di Santa Maria degli Angeli alla Giudecca) e a Roma (presso la parrocchia di San Felice da Cantalice retta dai padri cappuccini Romani); per la festa solenne per il patrono della Compagnia San Giovanni Battista (domenica vicina al 24 giugno); per la commemorazione dei confratelli defunti (seconda domenica di novembre).

## Il Priore
Il priore è l'autorità massima della compagnia. La Mariegola stabilisce che ogni tre anni il priore convochi il capitolo elettivo per il rinnovo delle cariche.

## Le Quarantore
Le 40 ore di adorazione eucaristica continuata, giorno e notte, si svolgono con la presenza di due confratelli davanti al Santissimo Sacramento.
Ogni ora gli adoratori si alternano, secondo quanto previsto dal priore. Ad ogni cambio turno gli adoratori recitano un Padre Nostro, un Ave Maria, un Gloria al Padre, la giaculatoria "Sia lodato e ringraziato ogni momento il Santissimo e Divinissimo Sacramento", la Salve Regina e l'invocazione "Regina della Pace" "Prega per noi".
Nei due giorni di ritiro, la Compagnia recita le lodi e i vespri, partecipa alla Messa giornaliera, assiste a conferenze e lezioni, prende refezione con i padri cappuccini.
Le Quarantore si chiudono portando in processione il Santissimo, il canto del Tantum Ergo Sacramentum e con la benedizione eucaristica.

## Devozione alla Santa Vergine
Gli emeronitti sono particolarmente devoti alla Santa Vergine e la invocano con il canto "Maria che dolce affetti".

## Gli assistenti spirituali
Tra gli assistenti spirituali vengono ricordati Padre Venanzio Renier, postulatore di varie cause di beatificazione e canonizzazione, Padre Florio Tessari, confratello sopranumerario, postulatore delle cause si beatificazione di Padre Pio da Pietrelcina, di San Leopoldo Mandic e del Beato Vescovo Cappuccino Andrea Giacinto Longhin. Attualmente l'assistente della Compagnia è padre Gabrielangelo Caramore, per quarant'anni missionario in Brasile.

## Indulgenza plenaria
Papa Pio VII nel 1807 ha concesso l'indulgenza plenaria ai confratelli che partecipano alle Quarantore.